# Uragano (torpilleur)
Le Uragano (fanion « UR ») était un torpilleur italien de la classe Ciclone lancé en 1942 pour la Marine royale italienne (en italien : Regia Marina).

## Construction et mise en service
Le Uragano est construit par le chantier naval Cantieri Riuniti dell'Adriatico (CRDA) de Trieste en Italie, et mis sur cale le 17 juin 1941. Il est lancé le 3 mai 1942 et est achevé et mis en service le 26 septembre 1942. Il est commissionné le même jour dans la Regia Marina.

## Histoire du service
Unité moderne de la classe Ciclone, conçue spécifiquement pour l'escorte des convois le long des routes périlleuses vers l'Afrique du Nord, le torpilleur Uragano est entré en service à l'automne 1942 et a effectué un service intense mais très court dans les eaux du canal de Sicile.
Entre la fin 1942 et le début 1943, le torpilleur a effectué un total de 22 missions de guerre, principalement sur les routes de la Libye et de la Tunisie.
Au cours de ces missions, le Uragano a plusieurs occasions de défendre des navires marchands contre des attaques aériennes, ce qui s'est traduit par l'abattage d'au moins un avion.
Le 4 novembre 1942, il escorte sans dommage à Tripoli (avec les destroyers Freccia, Folgore et Hermes, ce dernier allemand (ex-navire grec Vasilefs Georgios, et le torpilleur Ardito), malgré des attaques aériennes britanniques répétées, un convoi composé du pétrolier Portofino et des transports Col di Lana et Anna Maria Gualdi.
Le 23 novembre de la même année, lors d'une mission dans le sud de la mer Tyrrhénienne, il tente sans succès d'éperonner un sous-marin ennemi.
A 17h10, le 1er décembre, le Uragano est envoyé pour renforcer l'escorte du convoi "B" (de Naples à la Tunisie avec les navires à vapeur Arlesiana, Achille Lauro, Campania, Menes et Lisboa et l'escorte originale des torpilleurs Sirio, Orione, Groppo et Pallade à laquelle la Xe escadre de destroyers - Maestrale, Grecale ed Ascari -), qui est de toute façon envoyé à la rencontre de la Force Q britannique (croiseurs légers Aurora, Sirius et Argonaut, du destroyer australien Quiberon et du destroyer britannique Quentin), qui ensuite, dans la nuit du 2 décembre, intercepte et détruit le convoi "H" (Bataille du banc de Skerki).
Le 15 janvier 1943, le Uragano et les torpilleurs Groppo et Clio escortaient le paquebot Emma, lorsque celui-ci est torpillé par le sous-marin britannique HMS Splendid (P228) et coulé à la position géographique de 40° 25′ N, 13° 56′ E.
Le 3 février 1943, à 5h30, le Uragano, commandé par le capitaine de corvette (capitano di corvetta) Luigi Zamboni, quitte Bizerte pour Naples en escortant, avec le destroyer Saetta et les torpilleurs Sirio, Monsone et Clio, le gros pétrolier Thorsheimer qui rentre en Italie,. La navigation est gênée par le brouillard, une mer de force 5 et un mistral de force 6, ce qui provoquent des roulis et des dérives et rendent difficile le calcul de la position et l'utilisation du sondeur et de l'échogoniomètre. À 9h38 du même jour, le Uragano heurte une mine (posée par le mouilleur de mines britannique HMS Abdiel (M39)), qui lui enlève la poupe, et il reste immobilisé,, À 9h40, le Clio et le Saetta s'approchent pour porter secours, mais huit minutes plus tard, ce dernier heurte une mine et coule en deux en moins d'une minute, entraînant 170 hommes dans sa chute,. De même, la tentative de sauvetage du Clio au moyen d'embarcations embarquées, qui a lieu à 9h51, est infructueuse, et à 10 h, le reste du convoi reçoit l'ordre de continuer (tous les navires restants ont atteint Naples à 12h50),. Le dernier message du Saetta est reçu à 13h33, puis le navire, irrémédiablement endommagé, coule à la position géographique de 37° 35′ N, 10° 37′ E, emportant avec lui le commandant Zamboni et presque tous les officiers, qui avaient décidé de rester à bord.
Ce n'est que dans la soirée du 4 février que quelques unités venant de Bizerte ont pu sauver les survivants du Uragano. De l'équipage du torpilleur, seuls 15 hommes ont pu être sauvés, à bord de trois radeaux. 114 membres de l'équipage de l'unité sont morts ou disparus en mer, la plupart ayant disparu en mer avant l'arrivée des sauveteurs,,.
Le commandant Zamboni a reçu à titre posthume la médaille d'or de la valeur militaire.

### Commandement
Commandants
- Capitaine de corvette (Capitano di corvetta) Luigi Zamboni (né à Bologne le 14 juillet 1909) (+) (septembre 1942 - 3 février 1943)